# Dalibor Vašícek
Dalibor Vašícek (* 6. Mai 1954 in Ostrava) ist ein ehemaliger tschechoslowakischer Kugelstoßer.
1981 wurde er nationaler Hallenmeister, Achter bei den Leichtathletik-Halleneuropameisterschaften in Grenoble und gewann die Bronzemedaille bei der Universiade.
Seine persönliche Bestleistung von 19,70 m stellte er am 9. September 1980 in Budapest auf.